# Eschborn-Francfort 2023
La 60e édition de l'Eschborn-Francfort (Grand Prix de Francfort) a lieu le 1er mai 2023. La course fait partie du calendrier UCI World Tour 2023 en catégorie 1.UWT.

## Présentation

### Équipes
| WorldTeams (10)- Alpecin-Deceuninck - Bahrain Victorious - Bora-Hansgrohe - Cofidis - EF Education-EasyPost - Intermarché-Circus-Wanty - Arkéa-Samsic - Team DSM - Team Jayco AlUla - UAE Team Emirates ProTeams (9)- Bingoal WB - Burgos-BH - Green Project-Bardiani CSF-Faizanè - Israel-Premier Tech - Lotto Dstny - Q36.5 Pro Cycling Team - Team Flanders-Baloise - TotalEnergies - Uno-X Pro Cycling Team |
| |

### Favoris
Malgré un parcours et un profil difficile, ce sont souvent les coureurs les plus rapides du peloton qui s'imposent dans les rues de Francfort. Les favoris les plus cités sont l'Irlandais Sam Bennett (Bora Hansgrohe), le vainqueur de l'édition précédente, mais aussi les Belges Jasper Philipsen (Alpecin Deceuninck), vainqueur en 2021 et Arnaud De Lie (Lotto Dstny), en quête d'une première victoire en UCI World Tour ainsi que le Norvégien Alexander Kristoff (Uno X), quadruple vainqueur à Francfort, et les Allemands bien représentés par Pascal Ackermann (UAE Emirates), Phil Bauhaus (Bahrain Victorious), John Degenkolb (DSM) et Max Walscheid (Cofidis).

## Récit de la course
Martin Marcellusi, seul en tête, est repris peu après la côte de Mammolshain, à 35 km de l'arrivée par un groupe de neuf hommes sous l’impulsion de Marc Hirschi. Ce groupe de dix coureurs qui a compté jusqu'à une minute d'avance résiste au retour du peloton. Le Danois Søren Kragh Andersen lance le sprint de loin et s'impose sur la ligne d'arrivée. Ainsi, ce ne sont donc pas les coureurs les plus rapides du peloton qui ont terminé aux avants-postes mais plutôt des coureurs de type puncheurs ayant anticipé le sprint, ce qui constitue une différence par rapport aux années précédentes, différence possiblement favorisée par l'augmentation du dénivelé de ce nouveau parcours avec notamment l'ajout d'une deuxième ascension du Feldberg.

## Classement final
| \| Classement général \| Classement général \| Classement général \| Classement général \| Classement général \| \| Coureur \| Coureur \| Pays \| Équipe \| Temps \| \| ------------------ \| -------------------- \| ------------------ \| ---------------------------------- \| ------------------ \| \| 1er \| Søren Kragh Andersen \| Danemark \| Alpecin-Deceuninck \| 4 h 51 min 27 s \| \| 2e \| Patrick Konrad \| Autriche \| Bora-Hansgrohe \| + 0 s \| \| 3e \| Alessandro Fedeli \| Italie \| Q36.5 Pro Cycling Team \| + 0 s \| \| 4e \| Marc Hirschi \| Suisse \| UAE Team Emirates \| + 0 s \| \| 5e \| Lorenzo Rota \| Italie \| Intermarché-Circus-Wanty \| + 0 s \| \| 6e \| Georg Steinhauser \| Allemagne \| EF Education-EasyPost \| + 0 s \| \| 7e \| Georg Zimmermann \| Allemagne \| Intermarché-Circus-Wanty \| + 0 s \| \| 8e \| Stephen Williams \| Royaume-Uni \| Israel-Premier Tech \| + 0 s \| \| 9e \| Ben Hermans \| Belgique \| Israel-Premier Tech \| + 0 s \| \| 10e \| Martin Marcellusi \| Italie \| Green Project-Bardiani CSF-Faizanè \| + 3 s \| |                      |             |                                    |                 |
| |                      |             |                                    |                 |
| Source : ProCyclingStats |                      |             |                                    |                 |
| Classement général |                      |             |                                    |                 |
| Coureur | Coureur              | Pays        | Équipe                             | Temps           |
| 1er | Søren Kragh Andersen | Danemark    | Alpecin-Deceuninck                 | 4 h 51 min 27 s |
| 2e | Patrick Konrad       | Autriche    | Bora-Hansgrohe                     | + 0 s           |
| 3e | Alessandro Fedeli    | Italie      | Q36.5 Pro Cycling Team             | + 0 s           |
| 4e | Marc Hirschi         | Suisse      | UAE Team Emirates                  | + 0 s           |
| 5e | Lorenzo Rota         | Italie      | Intermarché-Circus-Wanty           | + 0 s           |
| 6e | Georg Steinhauser    | Allemagne   | EF Education-EasyPost              | + 0 s           |
| 7e | Georg Zimmermann     | Allemagne   | Intermarché-Circus-Wanty           | + 0 s           |
| 8e | Stephen Williams     | Royaume-Uni | Israel-Premier Tech                | + 0 s           |
| 9e | Ben Hermans          | Belgique    | Israel-Premier Tech                | + 0 s           |
| 10e | Martin Marcellusi    | Italie      | Green Project-Bardiani CSF-Faizanè | + 3 s           |

### Classements UCI
La course attribue des points au classement mondial UCI 2023 selon le barème suivant :
| Position           | 1er | 2e  | 3e  | 4e  | 5e  | 6e  | 7e | 8e | 9e | 10e | 11e | 12e | 13e | 14e | 15e à 20e | 21e à 30e | 31e à 50e | 51e à 55e | 56e à 60e |
| Classement général | 300 | 250 | 215 | 175 | 120 | 115 | 95 | 75 | 60 | 50  | 40  | 35  | 30  | 25  | 20        | 12        | 5         | 2         | 1         |

## Liste des participants
| Légende | Légende                                                                    | Légende | Légende                                                    |
| ------- | -------------------------------------------------------------------------- | ------- | ---------------------------------------------------------- |
| Num     | Dossard de départ porté par le coureur sur cet Eschborn-Francfort          | Pos     | Position à l'arrivée de la course                          |
|         | Indique un maillot de champion national ou mondial, suivi de sa spécialité | NP      | Indique un coureur qui n'a pas pris le départ de la course |
| AB      | Indique un coureur qui n'a pas terminé la course                           | HD      | Indique un coureur qui a terminé la course hors des délais |
| DSQ     | Indique un coureur qui a été disqualifié de la course                      |         |                                                            |

| Bora-Hansgrohe BOH | Bora-Hansgrohe BOH        | Bora-Hansgrohe BOH |
| ------------------ | ------------------------- | ------------------ |
| Num                | Coureur                   | Pos                |
| 1                  | Sam Bennett (IRL)         | 69e                |
| 2                  | Emanuel Buchmann (GER)    | AB                 |
| 3                  | Marco Haller (AUT)        | AB                 |
| 4                  | Patrick Konrad (AUT)      | 2e                 |
| 5                  | Anton Palzer (GER)        | 40e                |
| 6                  | Nils Politt (GER) (route) | 20e                |
| 7                  | Danny van Poppel (NED)    | 99e                |

| UAE Team Emirates UAD | UAE Team Emirates UAD  | UAE Team Emirates UAD |
| --------------------- | ---------------------- | --------------------- |
| Num                   | Coureur                | Pos                   |
| 11                    | Pascal Ackermann (GER) | 94e                   |
| 12                    | Ryan Gibbons (RSA)     | 38e                   |
| 13                    | Felix Groß (GER)       | AB                    |
| 14                    | Marc Hirschi (SUI)     | 4e                    |
| 15                    | Álvaro Hodeg (COL)     | AB                    |
| 16                    | Matteo Trentin (ITA)   | AB                    |

| Uno-X Pro Cycling Team UXT | Uno-X Pro Cycling Team UXT  | Uno-X Pro Cycling Team UXT |
| -------------------------- | --------------------------- | -------------------------- |
| Num                        | Coureur                     | Pos                        |
| 21                         | Alexander Kristoff (NOR)    | 12e                        |
| 22                         | Jonas Abrahamsen (NOR)      | AB                         |
| 23                         | Louis Bendixen (DEN)        | 72e                        |
| 24                         | Niklas Larsen (DEN)         | 96e                        |
| 25                         | Erik Nordsæter Resell (NOR) | 62e                        |
| 26                         | Rasmus Tiller (NOR) (route) | 55e                        |
| 27                         | Søren Wærenskjold (NOR)     | AB                         |

| Bahrain Victorious TBV | Bahrain Victorious TBV        | Bahrain Victorious TBV |
| ---------------------- | ----------------------------- | ---------------------- |
| Num                    | Coureur                       | Pos                    |
| 31                     | Phil Bauhaus (GER)            | 87e                    |
| 32                     | Yukiya Arashiro (JPN) (route) | 67e                    |
| 33                     | Matevž Govekar (SLO)          | 26e                    |
| 34                     | Fran Miholjević (CRO)         | 84e                    |
| 35                     | Hermann Pernsteiner (AUT)     | AB                     |
| 36                     | Edoardo Zambanini (ITA)       | 46e                    |
| 37                     | Sergio Tu (TPE)               | AB                     |

| Alpecin-Deceuninck ADC | Alpecin-Deceuninck ADC     | Alpecin-Deceuninck ADC |
| ---------------------- | -------------------------- | ---------------------- |
| Num                    | Coureur                    | Pos                    |
| 41                     | Jasper Philipsen (BEL)     | AB                     |
| 42                     | Dries De Bondt (BEL)       | 21e                    |
| 43                     | Silvan Dillier (SUI)       | 27e                    |
| 44                     | Søren Kragh Andersen (DEN) | 1er                    |
| 45                     | Jason Osborne (GER)        | 95e                    |
| 46                     | Edward Planckaert (BEL)    | AB                     |
| 47                     | Gianni Vermeersch (BEL)    | AB                     |

| Team DSM DSM | Team DSM DSM         | Team DSM DSM |
| ------------ | -------------------- | ------------ |
| Num          | Coureur              | Pos          |
| 51           | John Degenkolb (GER) | 18e          |
| 52           | Sean Flynn (GBR)     | AB           |
| 53           | Leon Heinschke (GER) | 53e          |
| 54           | Niklas Märkl (GER)   | 93e          |
| 55           | Lorenzo Milesi (ITA) | 56e          |
| 56           | Tim Naberman (NED)   | AB           |
| 57           | Florian Stork (GER)  | 73e          |

| Lotto Dstny LTD | Lotto Dstny LTD           | Lotto Dstny LTD |
| --------------- | ------------------------- | --------------- |
| Num             | Coureur                   | Pos             |
| 61              | Arnaud De Lie (BEL)       | 11e             |
| 62              | Cédric Beullens (BEL)     | 60e             |
| 63              | Jasper De Buyst (BEL)     | 54e             |
| 64              | Arjen Livyns (BEL)        | 58e             |
| 65              | Michael Schwarzmann (GER) | 97e             |
| 66              | Liam Slock (BEL)          | 59e             |

| Team Jayco AlUla JAY | Team Jayco AlUla JAY    | Team Jayco AlUla JAY |
| -------------------- | ----------------------- | -------------------- |
| Num                  | Coureur                 | Pos                  |
| 71                   | Michael Matthews (AUS)  | 14e                  |
| 72                   | Felix Engelhardt (GER)  | 45e                  |
| 73                   | Michael Hepburn (AUS)   | 74e                  |
| 74                   | Lukas Pöstlberger (AUT) | 48e                  |
| 75                   | Blake Quick (AUS)       | AB                   |
| 76                   | Callum Scotson (AUS)    | 50e                  |
| 77                   | Campbell Stewart (NZL)  | 75e                  |

| Cofidis COF | Cofidis COF            | Cofidis COF |
| ----------- | ---------------------- | ----------- |
| Num         | Coureur                | Pos         |
| 81          | Max Walscheid (GER)    | 86e         |
| 82          | Davide Cimolai (ITA)   | 57e         |
| 83          | Simone Consonni (ITA)  | 19e         |
| 84          | Jonathan Lastra (ESP)  | 43e         |
| 85          | Christophe Noppe (BEL) | AB          |
| 86          | Alexis Renard (FRA)    | 88e         |
| 87          | Harrison Wood (GBR)    | 76e         |

| Israel-Premier Tech IPT | Israel-Premier Tech IPT      | Israel-Premier Tech IPT |
| ----------------------- | ---------------------------- | ----------------------- |
| Num                     | Coureur                      | Pos                     |
| 91                      | Ben Hermans (BEL)            | 9e                      |
| 92                      | Itamar Einhorn (ISR) (route) | AB                      |
| 93                      | Omer Goldstein (ISR)         | AB                      |
| 94                      | Taj Jones (AUS)              | 64e                     |
| 95                      | Jens Reynders (BEL)          | 79e                     |
| 96                      | Corbin Strong (NZL)          | 68e                     |
| 97                      | Stephen Williams (GBR)       | 8e                      |

| TotalEnergies TEN | TotalEnergies TEN          | TotalEnergies TEN |
| ----------------- | -------------------------- | ----------------- |
| Num               | Coureur                    | Pos               |
| 101               | Edvald Boasson Hagen (NOR) | 30e               |
| 102               | Maciej Bodnar (POL)        | AB                |
| 103               | Mathieu Burgaudeau (FRA)   | 51e               |
| 104               | Émilien Jeannière (FRA)    | 89e               |
| 105               | Lorrenzo Manzin (FRA)      | 66e               |
| 106               | Dries Van Gestel (BEL)     | 16e               |

| EF Education-EasyPost EFE | EF Education-EasyPost EFE   | EF Education-EasyPost EFE |
| ------------------------- | --------------------------- | ------------------------- |
| Num                       | Coureur                     | Pos                       |
| 111                       | Marijn van den Berg (NED)   | 82e                       |
| 112                       | Merhawi Kudus (ERI) (route) | 28e                       |
| 113                       | Jens Keukeleire (BEL)       | AB                        |
| 114                       | Mark Padun (UKR)            | NP                        |
| 115                       | Jonas Rutsch (GER)          | 39e                       |
| 116                       | Thomas Scully (NZL)         | 98e                       |
| 117                       | Georg Steinhauser (GER)     | 6e                        |

| Arkéa-Samsic ARK | Arkéa-Samsic ARK      | Arkéa-Samsic ARK |
| ---------------- | --------------------- | ---------------- |
| Num              | Coureur               | Pos              |
| 121              | Nacer Bouhanni (FRA)  | AB               |
| 122              | Jenthe Biermans (BEL) | 13e              |
| 123              | Hugo Hofstetter (FRA) | AB               |
| 124              | Matîs Louvel (FRA)    | 34e              |
| 125              | Laurent Pichon (FRA)  | 44e              |
| 126              | Alan Riou (FRA)       | AB               |
| 127              | Clément Russo (FRA)   | 23e              |

| Intermarché-Circus-Wanty ICW | Intermarché-Circus-Wanty ICW | Intermarché-Circus-Wanty ICW |
| ---------------------------- | ---------------------------- | ---------------------------- |
| Num                          | Coureur                      | Pos                          |
| 131                          | Sven Erik Bystrøm (NOR)      | 15e                          |
| 132                          | Julius Johansen (DEN)        | 85e                          |
| 133                          | Arne Marit (BEL)             | AB                           |
| 134                          | Adrien Petit (FRA)           | 90e                          |
| 135                          | Laurenz Rex (BEL)            | 81e                          |
| 136                          | Lorenzo Rota (ITA)           | 5e                           |
| 137                          | Georg Zimmermann (GER)       | 7e                           |

| Bingoal WB BWB | Bingoal WB BWB                 | Bingoal WB BWB |
| -------------- | ------------------------------ | -------------- |
| Num            | Coureur                        | Pos            |
| 141            | Floris De Tier (BEL)           | 52e            |
| 142            | Cériel Desal (BEL)             | 80e            |
| 143            | Alexis Guérin (FRA)            | 35e            |
| 144            | Julian Mertens (BEL)           | AB             |
| 145            | Rémy Mertz (BEL)               | 24e            |
| 146            | Ludovic Robeet (BEL)           | 92e            |
| 147            | Guillaume Van Keirsbulck (BEL) | AB             |

| Q36.5 Pro Cycling Team Q36 | Q36.5 Pro Cycling Team Q36 | Q36.5 Pro Cycling Team Q36 |
| -------------------------- | -------------------------- | -------------------------- |
| Num                        | Coureur                    | Pos                        |
| 151                        | Alessandro Fedeli (ITA)    | 3e                         |
| 152                        | Matteo Badilatti (SUI)     | 42e                        |
| 153                        | Walter Calzoni (ITA)       | 37e                        |
| 154                        | Mark Donovan (GBR)         | 33e                        |
| 155                        | Cyrus Monk (AUS)           | 91e                        |
| 156                        | Matteo Moschetti (ITA)     | AB                         |
| 157                        | Joey Rosskopf (USA)        | 31e                        |

| Green Project-Bardiani CSF-Faizanè BCF | Green Project-Bardiani CSF-Faizanè BCF | Green Project-Bardiani CSF-Faizanè BCF |
| -------------------------------------- | -------------------------------------- | -------------------------------------- |
| Num                                    | Coureur                                | Pos                                    |
| 161                                    | Filippo Fiorelli (ITA)                 | 17e                                    |
| 162                                    | Luca Colnaghi (ITA)                    | 22e                                    |
| 163                                    | Davide Gabburo (ITA)                   | 29e                                    |
| 164                                    | Filippo Magli (ITA)                    | 47e                                    |
| 165                                    | Martin Marcellusi (ITA)                | 10e                                    |
| 166                                    | Henok Mulubrhan (ERI)                  | 36e                                    |
| 167                                    | Samuele Zoccarato (ITA)                | 49e                                    |

| Team Flanders-Baloise TFB | Team Flanders-Baloise TFB | Team Flanders-Baloise TFB |
| ------------------------- | ------------------------- | ------------------------- |
| Num                       | Coureur                   | Pos                       |
| 171                       | Vincent Van Hemelen (BEL) | 83e                       |
| 172                       | Ruben Apers (BEL)         | 63e                       |
| 173                       | Vito Braet (BEL)          | 70e                       |
| 174                       | Toon Clynhens (BEL)       | 65e                       |
| 175                       | Milan Fretin (BEL)        | AB                        |
| 176                       | Jules Hesters (BEL)       | AB                        |
| 177                       | Elias Maris (BEL)         | 61e                       |

| Burgos-BH BBH | Burgos-BH BBH        | Burgos-BH BBH |
| ------------- | -------------------- | ------------- |
| Num           | Coureur              | Pos           |
| 181           | Cyril Barthe (FRA)   | 78e           |
| 182           | Clément Alleno (FRA) | 25e           |
| 183           | Jetse Bol (NED)      | 32e           |
| 184           | Jesús Ezquerra (ESP) | 71e           |
| 185           | Eric Fagúndez (URU)  | 41e           |
| 186           | Ángel Fuentes (ESP)  | 77e           |
| 187           | Felipe Orts (ESP)    | AB            |

| Bora-Hansgrohe BOH | Bora-Hansgrohe BOH        | Bora-Hansgrohe BOH |
| ------------------ | ------------------------- | ------------------ |
| Num                | Coureur                   | Pos                |
| 1                  | Sam Bennett (IRL)         | 69e                |
| 2                  | Emanuel Buchmann (GER)    | AB                 |
| 3                  | Marco Haller (AUT)        | AB                 |
| 4                  | Patrick Konrad (AUT)      | 2e                 |
| 5                  | Anton Palzer (GER)        | 40e                |
| 6                  | Nils Politt (GER) (route) | 20e                |
| 7                  | Danny van Poppel (NED)    | 99e                |

| UAE Team Emirates UAD | UAE Team Emirates UAD  | UAE Team Emirates UAD |
| --------------------- | ---------------------- | --------------------- |
| Num                   | Coureur                | Pos                   |
| 11                    | Pascal Ackermann (GER) | 94e                   |
| 12                    | Ryan Gibbons (RSA)     | 38e                   |
| 13                    | Felix Groß (GER)       | AB                    |
| 14                    | Marc Hirschi (SUI)     | 4e                    |
| 15                    | Álvaro Hodeg (COL)     | AB                    |
| 16                    | Matteo Trentin (ITA)   | AB                    |

| Uno-X Pro Cycling Team UXT | Uno-X Pro Cycling Team UXT  | Uno-X Pro Cycling Team UXT |
| -------------------------- | --------------------------- | -------------------------- |
| Num                        | Coureur                     | Pos                        |
| 21                         | Alexander Kristoff (NOR)    | 12e                        |
| 22                         | Jonas Abrahamsen (NOR)      | AB                         |
| 23                         | Louis Bendixen (DEN)        | 72e                        |
| 24                         | Niklas Larsen (DEN)         | 96e                        |
| 25                         | Erik Nordsæter Resell (NOR) | 62e                        |
| 26                         | Rasmus Tiller (NOR) (route) | 55e                        |
| 27                         | Søren Wærenskjold (NOR)     | AB                         |

| Bahrain Victorious TBV | Bahrain Victorious TBV        | Bahrain Victorious TBV |
| ---------------------- | ----------------------------- | ---------------------- |
| Num                    | Coureur                       | Pos                    |
| 31                     | Phil Bauhaus (GER)            | 87e                    |
| 32                     | Yukiya Arashiro (JPN) (route) | 67e                    |
| 33                     | Matevž Govekar (SLO)          | 26e                    |
| 34                     | Fran Miholjević (CRO)         | 84e                    |
| 35                     | Hermann Pernsteiner (AUT)     | AB                     |
| 36                     | Edoardo Zambanini (ITA)       | 46e                    |
| 37                     | Sergio Tu (TPE)               | AB                     |

| Alpecin-Deceuninck ADC | Alpecin-Deceuninck ADC     | Alpecin-Deceuninck ADC |
| ---------------------- | -------------------------- | ---------------------- |
| Num                    | Coureur                    | Pos                    |
| 41                     | Jasper Philipsen (BEL)     | AB                     |
| 42                     | Dries De Bondt (BEL)       | 21e                    |
| 43                     | Silvan Dillier (SUI)       | 27e                    |
| 44                     | Søren Kragh Andersen (DEN) | 1er                    |
| 45                     | Jason Osborne (GER)        | 95e                    |
| 46                     | Edward Planckaert (BEL)    | AB                     |
| 47                     | Gianni Vermeersch (BEL)    | AB                     |

| Team DSM DSM | Team DSM DSM         | Team DSM DSM |
| ------------ | -------------------- | ------------ |
| Num          | Coureur              | Pos          |
| 51           | John Degenkolb (GER) | 18e          |
| 52           | Sean Flynn (GBR)     | AB           |
| 53           | Leon Heinschke (GER) | 53e          |
| 54           | Niklas Märkl (GER)   | 93e          |
| 55           | Lorenzo Milesi (ITA) | 56e          |
| 56           | Tim Naberman (NED)   | AB           |
| 57           | Florian Stork (GER)  | 73e          |

| Lotto Dstny LTD | Lotto Dstny LTD           | Lotto Dstny LTD |
| --------------- | ------------------------- | --------------- |
| Num             | Coureur                   | Pos             |
| 61              | Arnaud De Lie (BEL)       | 11e             |
| 62              | Cédric Beullens (BEL)     | 60e             |
| 63              | Jasper De Buyst (BEL)     | 54e             |
| 64              | Arjen Livyns (BEL)        | 58e             |
| 65              | Michael Schwarzmann (GER) | 97e             |
| 66              | Liam Slock (BEL)          | 59e             |

| Team Jayco AlUla JAY | Team Jayco AlUla JAY    | Team Jayco AlUla JAY |
| -------------------- | ----------------------- | -------------------- |
| Num                  | Coureur                 | Pos                  |
| 71                   | Michael Matthews (AUS)  | 14e                  |
| 72                   | Felix Engelhardt (GER)  | 45e                  |
| 73                   | Michael Hepburn (AUS)   | 74e                  |
| 74                   | Lukas Pöstlberger (AUT) | 48e                  |
| 75                   | Blake Quick (AUS)       | AB                   |
| 76                   | Callum Scotson (AUS)    | 50e                  |
| 77                   | Campbell Stewart (NZL)  | 75e                  |

| Cofidis COF | Cofidis COF            | Cofidis COF |
| ----------- | ---------------------- | ----------- |
| Num         | Coureur                | Pos         |
| 81          | Max Walscheid (GER)    | 86e         |
| 82          | Davide Cimolai (ITA)   | 57e         |
| 83          | Simone Consonni (ITA)  | 19e         |
| 84          | Jonathan Lastra (ESP)  | 43e         |
| 85          | Christophe Noppe (BEL) | AB          |
| 86          | Alexis Renard (FRA)    | 88e         |
| 87          | Harrison Wood (GBR)    | 76e         |

| Israel-Premier Tech IPT | Israel-Premier Tech IPT      | Israel-Premier Tech IPT |
| ----------------------- | ---------------------------- | ----------------------- |
| Num                     | Coureur                      | Pos                     |
| 91                      | Ben Hermans (BEL)            | 9e                      |
| 92                      | Itamar Einhorn (ISR) (route) | AB                      |
| 93                      | Omer Goldstein (ISR)         | AB                      |
| 94                      | Taj Jones (AUS)              | 64e                     |
| 95                      | Jens Reynders (BEL)          | 79e                     |
| 96                      | Corbin Strong (NZL)          | 68e                     |
| 97                      | Stephen Williams (GBR)       | 8e                      |

| TotalEnergies TEN | TotalEnergies TEN          | TotalEnergies TEN |
| ----------------- | -------------------------- | ----------------- |
| Num               | Coureur                    | Pos               |
| 101               | Edvald Boasson Hagen (NOR) | 30e               |
| 102               | Maciej Bodnar (POL)        | AB                |
| 103               | Mathieu Burgaudeau (FRA)   | 51e               |
| 104               | Émilien Jeannière (FRA)    | 89e               |
| 105               | Lorrenzo Manzin (FRA)      | 66e               |
| 106               | Dries Van Gestel (BEL)     | 16e               |

| EF Education-EasyPost EFE | EF Education-EasyPost EFE   | EF Education-EasyPost EFE |
| ------------------------- | --------------------------- | ------------------------- |
| Num                       | Coureur                     | Pos                       |
| 111                       | Marijn van den Berg (NED)   | 82e                       |
| 112                       | Merhawi Kudus (ERI) (route) | 28e                       |
| 113                       | Jens Keukeleire (BEL)       | AB                        |
| 114                       | Mark Padun (UKR)            | NP                        |
| 115                       | Jonas Rutsch (GER)          | 39e                       |
| 116                       | Thomas Scully (NZL)         | 98e                       |
| 117                       | Georg Steinhauser (GER)     | 6e                        |

| Arkéa-Samsic ARK | Arkéa-Samsic ARK      | Arkéa-Samsic ARK |
| ---------------- | --------------------- | ---------------- |
| Num              | Coureur               | Pos              |
| 121              | Nacer Bouhanni (FRA)  | AB               |
| 122              | Jenthe Biermans (BEL) | 13e              |
| 123              | Hugo Hofstetter (FRA) | AB               |
| 124              | Matîs Louvel (FRA)    | 34e              |
| 125              | Laurent Pichon (FRA)  | 44e              |
| 126              | Alan Riou (FRA)       | AB               |
| 127              | Clément Russo (FRA)   | 23e              |

| Intermarché-Circus-Wanty ICW | Intermarché-Circus-Wanty ICW | Intermarché-Circus-Wanty ICW |
| ---------------------------- | ---------------------------- | ---------------------------- |
| Num                          | Coureur                      | Pos                          |
| 131                          | Sven Erik Bystrøm (NOR)      | 15e                          |
| 132                          | Julius Johansen (DEN)        | 85e                          |
| 133                          | Arne Marit (BEL)             | AB                           |
| 134                          | Adrien Petit (FRA)           | 90e                          |
| 135                          | Laurenz Rex (BEL)            | 81e                          |
| 136                          | Lorenzo Rota (ITA)           | 5e                           |
| 137                          | Georg Zimmermann (GER)       | 7e                           |

| Bingoal WB BWB | Bingoal WB BWB                 | Bingoal WB BWB |
| -------------- | ------------------------------ | -------------- |
| Num            | Coureur                        | Pos            |
| 141            | Floris De Tier (BEL)           | 52e            |
| 142            | Cériel Desal (BEL)             | 80e            |
| 143            | Alexis Guérin (FRA)            | 35e            |
| 144            | Julian Mertens (BEL)           | AB             |
| 145            | Rémy Mertz (BEL)               | 24e            |
| 146            | Ludovic Robeet (BEL)           | 92e            |
| 147            | Guillaume Van Keirsbulck (BEL) | AB             |

| Q36.5 Pro Cycling Team Q36 | Q36.5 Pro Cycling Team Q36 | Q36.5 Pro Cycling Team Q36 |
| -------------------------- | -------------------------- | -------------------------- |
| Num                        | Coureur                    | Pos                        |
| 151                        | Alessandro Fedeli (ITA)    | 3e                         |
| 152                        | Matteo Badilatti (SUI)     | 42e                        |
| 153                        | Walter Calzoni (ITA)       | 37e                        |
| 154                        | Mark Donovan (GBR)         | 33e                        |
| 155                        | Cyrus Monk (AUS)           | 91e                        |
| 156                        | Matteo Moschetti (ITA)     | AB                         |
| 157                        | Joey Rosskopf (USA)        | 31e                        |

| Green Project-Bardiani CSF-Faizanè BCF | Green Project-Bardiani CSF-Faizanè BCF | Green Project-Bardiani CSF-Faizanè BCF |
| -------------------------------------- | -------------------------------------- | -------------------------------------- |
| Num                                    | Coureur                                | Pos                                    |
| 161                                    | Filippo Fiorelli (ITA)                 | 17e                                    |
| 162                                    | Luca Colnaghi (ITA)                    | 22e                                    |
| 163                                    | Davide Gabburo (ITA)                   | 29e                                    |
| 164                                    | Filippo Magli (ITA)                    | 47e                                    |
| 165                                    | Martin Marcellusi (ITA)                | 10e                                    |
| 166                                    | Henok Mulubrhan (ERI)                  | 36e                                    |
| 167                                    | Samuele Zoccarato (ITA)                | 49e                                    |

| Team Flanders-Baloise TFB | Team Flanders-Baloise TFB | Team Flanders-Baloise TFB |
| ------------------------- | ------------------------- | ------------------------- |
| Num                       | Coureur                   | Pos                       |
| 171                       | Vincent Van Hemelen (BEL) | 83e                       |
| 172                       | Ruben Apers (BEL)         | 63e                       |
| 173                       | Vito Braet (BEL)          | 70e                       |
| 174                       | Toon Clynhens (BEL)       | 65e                       |
| 175                       | Milan Fretin (BEL)        | AB                        |
| 176                       | Jules Hesters (BEL)       | AB                        |
| 177                       | Elias Maris (BEL)         | 61e                       |

| Burgos-BH BBH | Burgos-BH BBH        | Burgos-BH BBH |
| ------------- | -------------------- | ------------- |
| Num           | Coureur              | Pos           |
| 181           | Cyril Barthe (FRA)   | 78e           |
| 182           | Clément Alleno (FRA) | 25e           |
| 183           | Jetse Bol (NED)      | 32e           |
| 184           | Jesús Ezquerra (ESP) | 71e           |
| 185           | Eric Fagúndez (URU)  | 41e           |
| 186           | Ángel Fuentes (ESP)  | 77e           |
| 187           | Felipe Orts (ESP)    | AB            |